# Шенік
Шенік (вірм. Շենիկ) — село в марзі Армавір, на заході Вірменії. Село розташоване за 27 км на захід від міста Армавір та за 6 км на південний захід від села Каракерт. Село було засноване у 1971 році.